# Bahnhofsrestauration (Unterhaching)

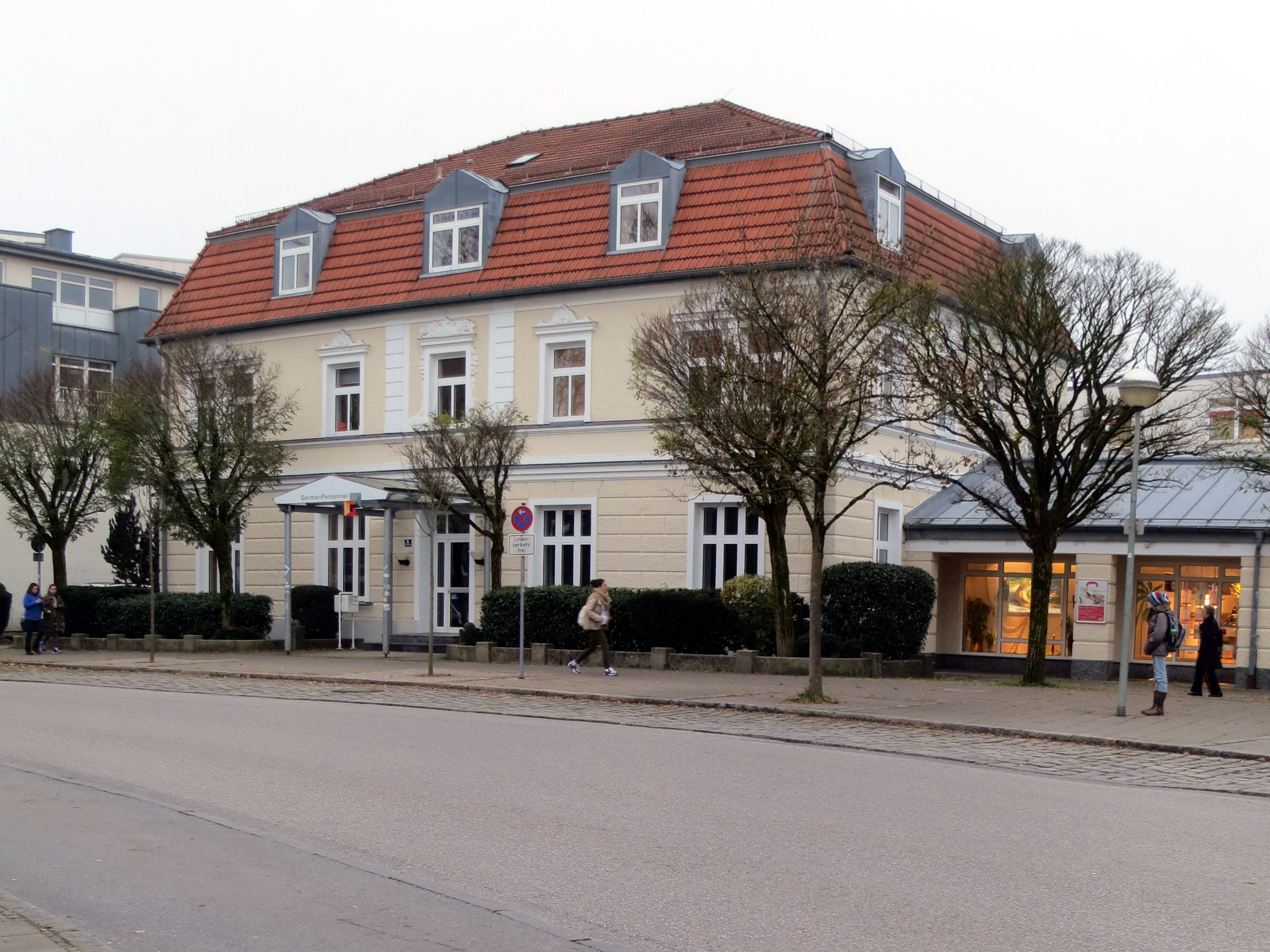
Ehemalige Bahnhofsrestauration in Unterhaching

Die ehemalige Bahnhofsrestauration Unterhaching liegt neben dem Bahnhof Unterhaching. Das Gebäude ist als Baudenkmal in die Bayerische Denkmalliste eingetragen.

## Geschichte
Die Bahnhofsgaststätte wurde um das Jahr 1900 errichtet und 1903 eröffnet. Sie fasste etwa 80 Personen; der Wirtsgarten im Winkel zwischen Gaststätten- und Bahnhofsgebäude bot weitere Sitzplätze unter neu gepflanzten Kastanien.
Um das Jahr 1950 wurde an das Gebäude im Bereich des Wirtsgartens ein ebenerdiges Gebäude für die Post und ein Haushaltswarengeschäft angebaut.
Im Jahr 1990 wurde die Gastwirtschaft geschlossen. Im selben Jahr wurden bei einem Umbau des Gebäudes zu einem Hotel die Gauben im Mansarddach gegen zeitgenössische Gauben und Fenster ausgetauscht.
Seit der Schließung der Gaststätte wechselten mehrmals die Eigentümer und die Nutzung des Gebäudes. Im Anbau sind andere Einzelhandelsbetriebe untergebracht. Im ehemaligen Wirtsgarten sind zahlreiche Einbauten vorgenommen worden. Die Kastanien aus der Bauzeit stehen teilweise noch.

## Architektur
Das Restaurationsgebäude ist ein zweigeschossiger Bau im Stil der Neorenaissance mit einem Mansardwalmdach. Es hat eine Grundfläche von etwa 20 × 12 Metern. Die Fassade ist durch ein Gesims zwischen den Geschossen horizontal gegliedert; das Erdgeschoss ist rustiziert. Oberhalb der Fenster im Obergeschoss sitzen Gesimse, über denen jeweils Putzornamente angebracht sind.